# Armação dos Búzios
Armação dos Búzios là một đô thị thuộc bang Rio de Janeiro, Brasil. Đô thị này có diện tích 69,287 km², dân số năm 2007 là 23874 người, mật độ 344,6 người/km².